# Malacophrys
Malacophryidae
Famille
Genre
Malacophrys, unique représentant de la famille des Malacophryidae, est un genre de Ciliés de la classe des Oligohymenophorea et de l’ordre des Hymenostomatida.

## Étymologie
Le nom Malacophrys, dérive du grec ancien μαλακός / malakós, « mou », par allusion aux mollusques, et de οφρύς / ophrýs, « sourcil ⇒ cil ⇒ cilié », littéralement « cilié de mollusque », peut-être en référence à la vie parasitaire de ce cilié dans des mollusques.

## Description
Ce cilié est de petite taille (< 80 μm). Sa forme est ovoïde. Il vit en natation libre. Il présente des alvéoles à motifs réguliers, presque quadrangulaires. Sa ciliation se présente sous la forme de kinéties bipolaires ; on observe aussi un dikinétide buccale le long du côté droit de la zone buccale ; deux unités de « brosses » allongées le long du côté gauche de la zone buccale. Le cyrtos (appareil cytopharyngé tubulaire) présente de fins nématodesmes. Son macronoyau est globulaire. Micronoyau et vacuole contractile sont présents.

## Habitat et répartition
Ce cilié vit dans des habitats terrestres.

## Liste des espèces
Selon GBIF (3 novembre 2023) :
- Malacophrys rotans Kahl, 1926 Espèce type
- Malacophrys sphagni Penard, 1922
- Malacophrys viridis Foissner, 1980

## Systématique
Foissner, en 1980, a créé provisoirement la famille des Malacophryidae pour ce cilié. L'étude des ultrastructures et des données génétiques moléculaires est nécessaire pour préciser la systématique de ce taxon.